# 鹿目凛
鹿目 凛（日语：かなめ りん，1996年9月21日 - ）是日本的女性偶像，亦是電波組.inc的成員。原Beboga!(日语：ベボガ!)的成員。也以「Perorin先生」的名義繪製四格漫畫跟插圖。埼玉縣出生。

## 簡歷
2014年6月14日，以BaseballGirl（2016年7月改名Baboga!）的助理成員身份於池袋BlackHole初次登場。同年10月19日昇格為正式成員。
於Twitter及部落格發佈偶像及御宅族插畫而受到松井玲奈及指原莉乃的注意，2015年夏天起，Twitter的跟隨者激增，2016年3月14日時跟隨者達六萬人。
2016年2月，開始販售LINE貼圖。
2016年3月30日發售的「月刊ENTAME」（德間書店）5月號起，開始連載四格漫畫「ぼっちアイドルまいまい。」。2016年6月，日本全家便利商店活動中，負責電波組.inc票夾的插畫。10月21日起，參加白夜書房・BUBKA雜誌封面企劃「全國 IDOL 選拔寫真女星逸材發掘計劃」，於 12月30日取得 GrandPrix 賞。2017年1月31日發售的BUBKA 中刊登了寫真。
12月15日，參加週刊YOUNG JUMP舉辦的「SakiDol Ace SURVIVAL SEASON 6」。2017年3・4合併特大號中刊登了寫真。2017年3月9日，取得 SakiDol Ace SURVIVAL SEASON 6 實戰準優勝。於週刊YOUNG JUMP 15號卷末寫真公告獲得優勝。
2017年12月30日，2017年12月30日，於大阪城Hall的電波組.inc演唱會中，公布加入電波組的消息。此時Beboga!仍在籍，並兼任於電波組.inc中。
2018年9月23日，Beboga!解散，改專任於電波組.inc。

## 人物
「鹿目 凛」是藝名，姓的「鹿目」是來自動畫「魔法少女小圓」的主人公名字鹿目圓。暱稱是因曾經在mixi以「ぺろりんこ」作為名稱，成員說「ぺろりんこ很怪，叫ぺろりん就好了。」才變成 Perorin。
有一個小19歲的弟弟。

## 演出

### 綜藝節目
- アイドル・シャッフルドラマ選手権（2017年3月12日 - 4月30日，MBS）[14]

### 電視劇
- 校則アイドル〜淑女の学園〜（2017年9月3日，MBS）[15] - 早乙女茉美

## 書籍

### 單行本
- 『アイドルとヲタク大研究読本』 カンゼン（原著2016年5月13日）
- 『アイドルとヲタク大研究読本 イエッタイガー』 カンゼン（原著2017年1月23日）
- 『アイドルとヲタク大研究読本 ♯拡散希望』（2017年8月31日、カンゼン）

### 寫真集
- 鹿目凛ファースト写真集『ぺろりん』（2018年1月11日，Wani Books）[16]
- 鹿目凛×佐藤佑一『きみだけ』: でんぱ組.incアートブックコレクション7（2018年5月1日，小学館）[17]

### 雜誌連載
- 月刊ENTAME（德間書店）『ぼっちアイドルまいまい。』（2016年5月號 - ）
- Gザテレビジョン vol.44（KADOKAWA）中與古川愛李對談。

## 外部連結
- 彩虹征服者 | 鹿目凛（かなめりん）（页面存档备份，存于）（日語）
- PROFILE（页面存档备份，存于） - 電波組.inc 官方網站（日語）
- Perorin 官方部落格 （页面存档备份，存于） Powered by Ameba（2015年9月 -）（日語）
- Perorin圖書館 （页面存档备份，存于） Powered by Ameba（ - 2015年8月）（日語）
- 鹿目凛的X（前Twitter）（日語）
- 鹿目凛的Instagram帳戶（日語）